# Папоротчук вохристий
Папоротчук вохристий (Origma murina) — вид горобцеподібних птахів родини шиподзьобових (Acanthizidae). Мешкає на Новій Гвінеї і сусідніх островах. Живе в тропічних вологих рівнинних лісах.
Довгий час вохристого папоротчука відносили до роду Папоротчук (Crateroscelis), однак за результатами молекулярно-філогенетичного дослідження 2018 року він був віднесений до роду Оригма (Origma)

## Підвиди
Виділяють чотири підвиди:
- O. m. murina (Sclater, PL, 1858) (острови Салаваті, Япен, більша частина острова Нова Гвінея);
- O. m. monacha (Gray, GR, 1858) (острови Ару);
- O. m. pallida (Rand, 1938) (південь Нової Гвінеї);
- O. m. capitalis (Stresemann & Paludan, 1932) (острови Вайгео, Батанта і Місоол).